# Erle Cox
Erle Harold Cox (Melbourne, 15 de agosto de 1873 - 20 de noviembre de 1950) fue un periodista, escritor, guionista y crítico literario de ciencia ficción australiano. Inició su trabajo como escritor profesional al publicar algunas obras en Lone Hand Magazine en 1908 y 1909, y es considerado como uno de los pioneros del género de la ciencia ficción en Australia, junto con Joe Czynski, C.H. Spence y M. Barnard Eldershaw, entre otros.
Su labor literaria está constituida por un par de novelas, entre las que se encuentra Out of the Silence -un texto que plasma la modernidad y sofisticación de la ciencia ficción australiana- que salió como publicación en formato serie en 1919, y que posteriormente se republicaría como unitario en 1925; su segunda novela, Fools' Harvest (1939), es un referente de la literatura utópica australiana de principios del siglo XX -Out of the Silence también es referido como un texto utópico-. Junto con Ethel y Lilian Turner, Louise Mack, David Hennessey, Roy Bridges, Jack McLaren, Dulcie Deamer, Helen Simpson, Dorothy Cottrell y Marie Bjelke-Peterson, Cox conformó un grupo de escritores que lograron publicar al menos una edición de sus escritos en Estados Unidos entre 1900 y 1930.
Desempeñó labores periodísticas en varias publicaciones: en 1921, cuando se unió al equipo editorial de The Argus como escritor de artículos especiales y crítico literario en la sección The Passing Show, más tarde se transformaría en crítico de cine (1929); en 1946, se unió al equipo de The Age. Utilizó «The Chiel» como seudónimo en su trabajo periodístico.

## Obras
Novela
- Out of the Silence (1915, 1925)
- Fools' Harvest (1939)
- The Missing Angel (1947)

Ficción corta
- Andax and Odi: from "Out of the Silence" (1925)